# الإجهاض في بنغلاديش
الإجهاض في بنغلاديش غير قانوني في معظم الحالات، ولكن غالبًا ما يتم استخدام الاستخراج الحيضي كبديل. لا تزال بنغلاديش محكومة بقانون العقوبات منذ عام 1860، حيث الإجهاض المحرَّض غير قانوني إلا إذا كانت المرأة في خطر.
تاريخيًا، كان الإجهاض منتشًرا، خاصة خلال السنوات التي تلت حرب الاستقلال البنغلاديشية. على سبيل المثال، في عام 1972، سمح القانون بالإجهاض لأولئك النساء اللواتي تعرضن للاغتصاب خلال الحرب. في عام 1976، حاولت السياسة السكانية الوطنية في بنغلاديش دون جدوى تقنين الإجهاض في الثلث الأول من الحمل.
منذ عام 1979، كان الاستخراج الحيضي هو البديل المفضل للإجهاض المحرَّض، وهو مسموح به قانونًا لأنه لا يمكن إثبات الحمل. في عام 2012، أجازت إدارة الدواء في بنغلاديش مجموعة الميفبريستون والميزوبروتول للإجهاض الدوائي.

## تنظيم الدورة الشهرية
جزء من برنامج تنظيم الأسرة في بنغلاديش منذ عام 1979، الاستخراج الحيضي وهو إجراء يستخدم الشفط اليدوي حيث يجعل من المستحيل الحمل بعد فقدان الحيض. إنه بسيط ويمكن القيام به بمعدات رخيصة يذهب الإجراء أيضًا دون استخدام التخدير.
دراسة حول تنظيم الدورة الشهرية في عام 2013 درست 651 امرأة متوافقة من 10 مرافق مختلفة في بنغلاديش، الذين كانوا يبحثون عن تنظيم الحيض وكان لديهم حوالي 63 يومًا أو أقل من الحيض. تم إعطاؤهم حوالي 200 مجم من الميفيبريستون، ثم أعقبهم 800 مجم من الميزوبروستول. وجد الباحثون أن 93% من النساء أخلوا الرحم دون استخدام التدخل الجراحي، و 92% من النساء كانوا راضيات عن الحبوب وبقية العلاج.
على الرغم من أن مراكز تنظيم الحيض مركزية ومجانية، إلا أن العديد من النساء ما زلن يفتقرن إلى الوصول بسبب الحواجز الاجتماعية والاقتصادية والوصم الاجتماعي. تفرض المراكز رسومًا إضافية إذا كان الحمل يتجاوز 10 أسابيع، والعديد من النساء لا يدركن تنظيم الحيض أو يواجهن معارضة أزواجهن للإجراء. ونتيجة لذلك، تلجأ بعض النساء إلى عمليات الإجهاض غير القانونية.

## الإجهاض
يمكن إجراء الإجهاض بشكل قانوني من قبل الطبيب في المستشفى، إذا كان من الضروري إنقاذ حياة الأم. يمكن أن يُعاقب بالغرامة والسجن أي شخص يقوم بالإجهاض تحت أي ظروف أخرى، بما في ذلك المرأة التي تجهض نفسها ذاتيًا.
يسمح تنظيم الحيض للمرأة بالإنتهاء في غضون 10 أسابيع من آخر دورة لها، ولكن الأساليب غير الآمنة لإنهاء الحمل منتشرة على نطاق واسع. واستجابة لذلك، تم إنشاء خط ساخن للنساء للحصول على معلومات حول التحكم في الخصوبة، بما في ذلك تنظيم الحيض.
وفقًا لمقالة معهد غوتماشر، الذي درس منطقة ماتلاب الريفية، أصبح الإجهاض غير القانوني منتشرًا بشكل متزايد على الرغم من توفر طرق أكثر أمانًا للسيطرة على الخصوبة.
أظهرت دراسة أجراها جولي دافانزو أنه بين عامي 2000 و2008، كانت المرأة أكثر عرضة للوفاة بسبب مضاعفات الإجهاض غير الآمن مقارنة بالولادة نفسها، وأن معدلات وفيات الأمومة كانت مماثلة لمعدلات الوفاة بسبب مضاعفات تنظيم الحيض.
وجدت دراسة أخرى في ماتلاب أنه بين عامي 1982 و1998، كان الإجهاض أكثر انتشارًا بين المراهقات غير المتزوجات بحوالي 35 مرة منه بين المراهقات المتزوجات، وكان أعلى بكثير بين أولئك الذين تقل أعمارهم عن 18 عامًا والذين تجاوزوا المرحلة الابتدائية التعليم.

## إحصائيات
اعتبارًا من عام 2014، كان المعدل الوطني الذي تشارك فيه المرأة في تنظيم الحيض كوسيلة بعد موانع الحمل للسيطرة على خصوبتها 10 لكل 1000 امرأة تتراوح أعمارهن بين 15 و49 عامًا. كان المعدل الوطني بالنسبة للإجهاض المحرَّض كان 29 لكل 1000 امرأة في نفس الفترة العمرية. قدرت الأمم المتحدة أنه في عام 2000، كان معدل الإجهاض 4.0 عمليات إجهاض لكل 1000 امرأة تتراوح أعمارهن بين 15 و44 عامًا.
فقط 42% من المرافق التي كان من المتوقع أن تقدم خدمات تنظيم الحيض فعلت ذلك بالفعل. من بين مراكز الاتحاد لرعاية الصحة والأسرة، والتي يتم الاعتماد عليها بشكل خاص في المناطق الريفية، قدم نصف هذه الخدمات. وفقا ل (Guttmacher)، يتم رفض حوالي 27% من النساء (حوالي 105.000) سنويًا. بالإضافة إلى ذلك، في عام 2014، لم يسمع حوالي 50% من النساء البنغلادشيات اللواتي سبق لهن الزواج عن تنظيم الحيض.
في عام 2014، قُدر حدوث ما بين 523.808 و769.269 حالة إجهاض سنويًا في بنعلاديش.